# Bauhinia pyrrhoneura
Bauhinia pyrrhoneura là một loài thực vật có hoa trong họ Đậu. Loài này được Korth. miêu tả khoa học đầu tiên.